# Máquina herramienta
La máquina herramienta es un tipo de máquina que permite mecanizar piezas sólidas, principalmente metales. Su característica principal es su falta de movilidad, ya que suelen ser máquinas estacionarias. La forma final de la pieza se consigue mediante la eliminación de una parte del material, que se puede realizar por arranque de viruta, por estampado, corte o electroerosión.

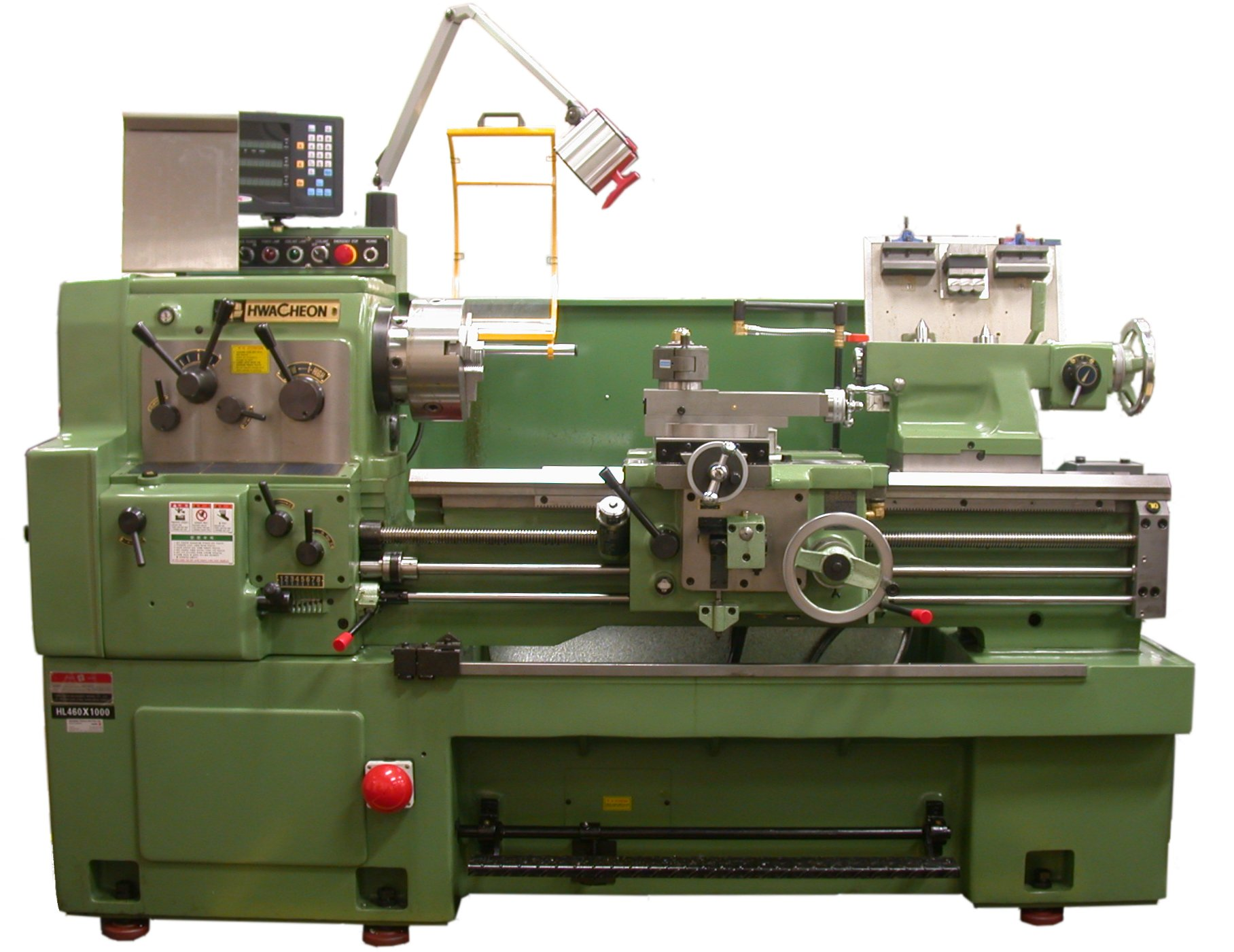
Un torno es una máquina herramienta que une varios elementos que permiten mecanizar los metales tratados en ella.

El término máquina herramienta se suele reservar para herramientas que utilizan una fuente de energía distinta del movimiento humano, pero también pueden ser movidas por personas si se instalan adecuadamente o cuando no hay otra fuente de energía. Muchos historiadores de la tecnología consideran que las auténticas máquinas herramienta nacieron cuando se eliminó la actuación directa del hombre en el proceso de dar forma o troquelar los distintos tipos de herramientas. Por ejemplo, se considera que el primer torno que se puede considerar máquina herramienta fue el inventado alrededor de 1751 por Jacques de Vaucanson, puesto que fue el primero que incorporó el instrumento de corte en una cabeza ajustable mecánicamente, quitándolo de las manos del operario.
Las máquinas herramienta pueden utilizar una gran variedad de fuentes de energía. La energía humana y la animal son opciones posibles, como lo es la energía obtenida a través del uso de ruedas hidráulicas. Sin embargo, el desarrollo real de las máquinas herramienta comenzó tras la invención de la máquina de vapor, que llevó a la Revolución Industrial. Hoy en día, la mayor parte de ellas funcionan con energía eléctrica.
Las máquinas-herramienta pueden operarse manualmente o mediante control automático. Las primeras máquinas utilizaban volantes para estabilizar su movimiento y poseían sistemas complejos de engranajes y palancas para controlar la máquina y las piezas en que trabajaba. Poco después de la Segunda Guerra Mundial se desarrollaron los sistemas de control numérico. Las máquinas de control numérico utilizaban una serie de números perforados en una cinta de papel o tarjetas perforadas para controlar su movimiento. En los años 1960 se añadieron computadoras para aumentar la flexibilidad del proceso. Tales máquinas se comenzaron a llamar máquinas CNC, o máquinas de Control Numérico por Computadora. Las máquinas de control numérico y CNC pueden repetir secuencias una y otra vez con precisión, y pueden producir piezas mucho más complejas que las que pueda hacer el operario más experimentado.

## Tipos de máquinas herramientas
Por la forma de trabajar las máquinas herramientas se pueden clasificar en tres tipos:
- De desbaste o desbastadoras, que dan forma a la pieza por arranque de viruta.
- Prensas, que dan forma a las piezas mediante el corte, el prensado o el estirado.
- Especiales, que dan forma a la pieza mediante técnicas diferentes, como por ejemplo, láser, electroerosión, ultrasonido, plasma, etc.

### Convencionales

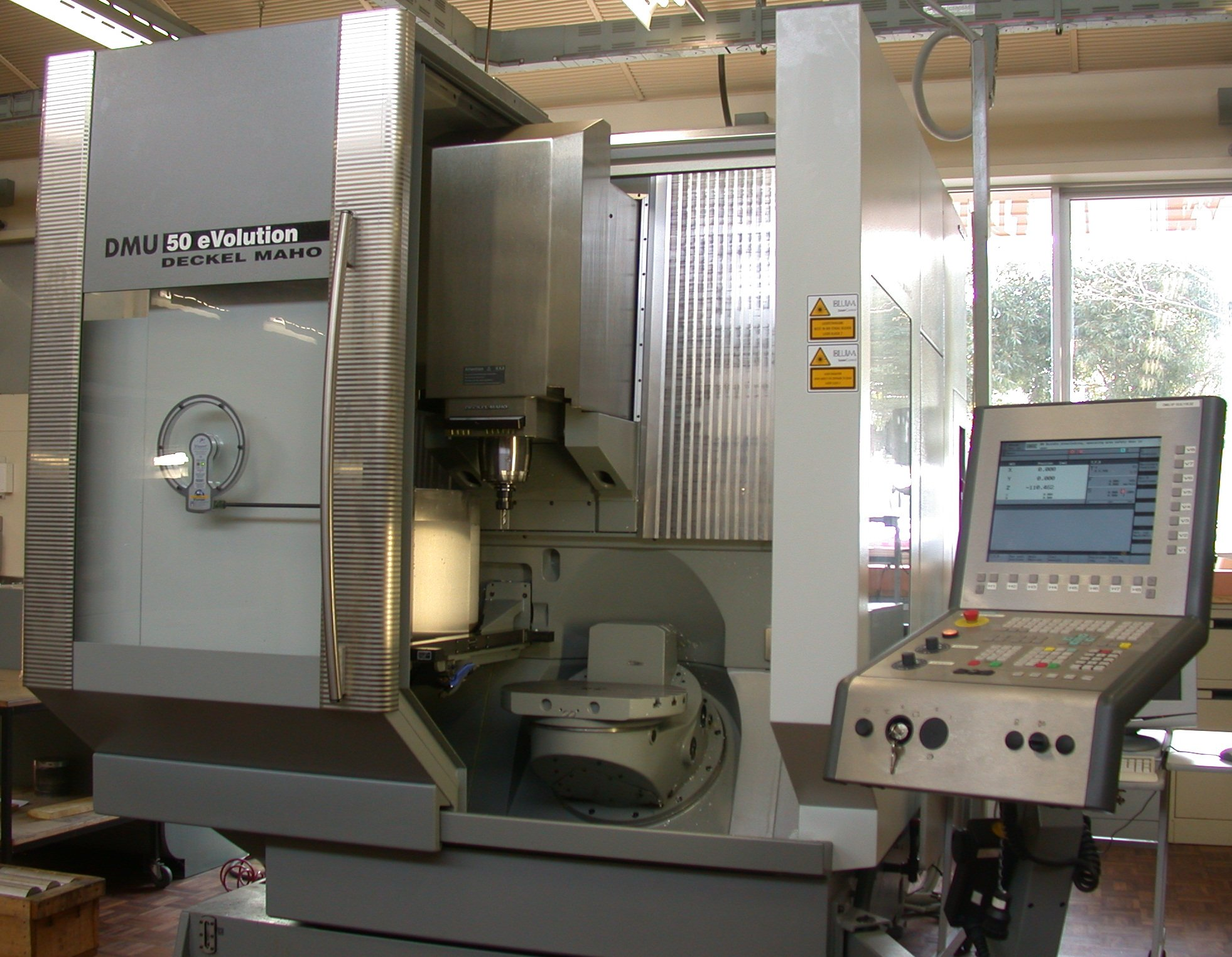
Fresadora con CNC.

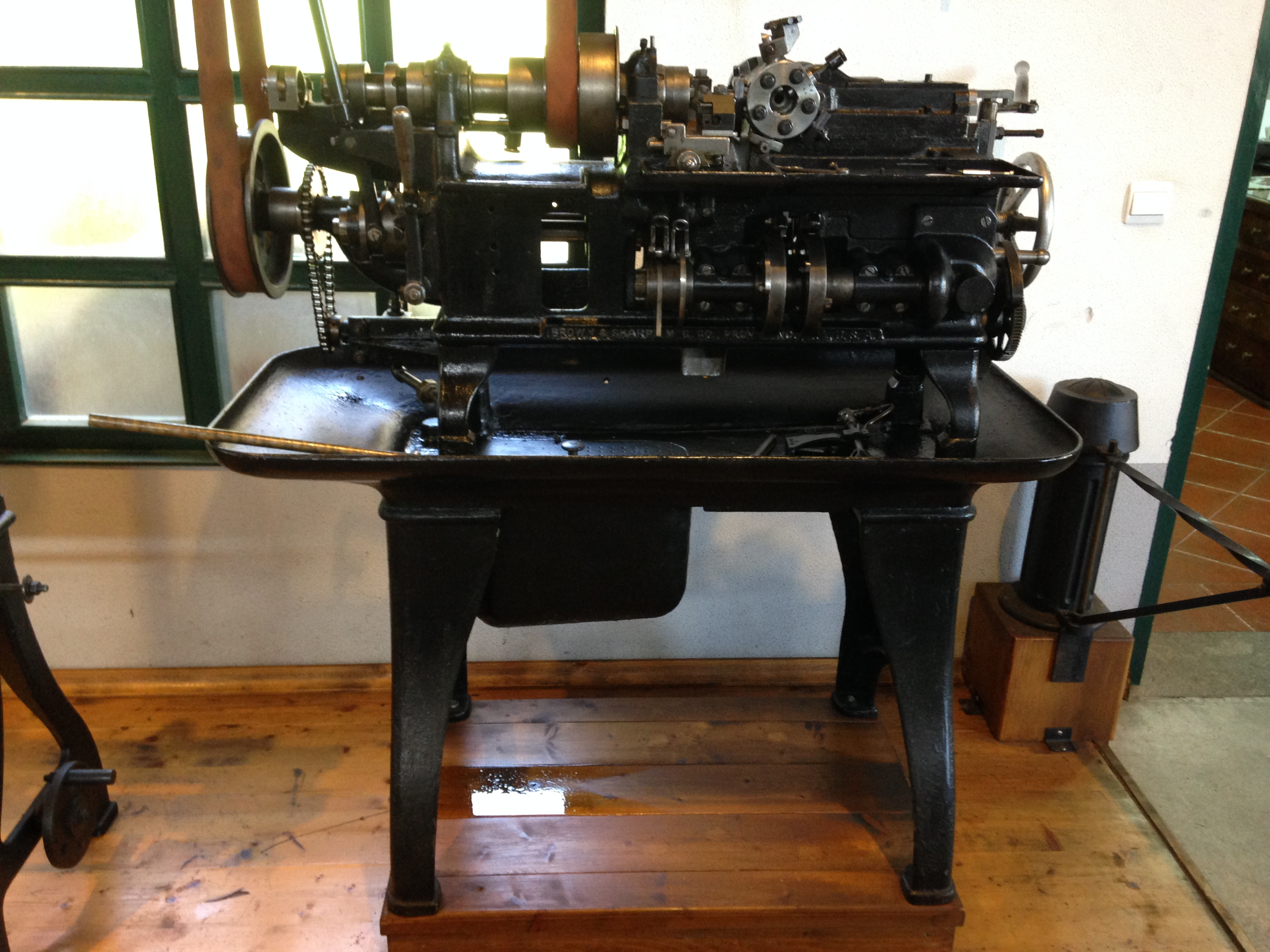
Torno de decoletaje controlado por levas.

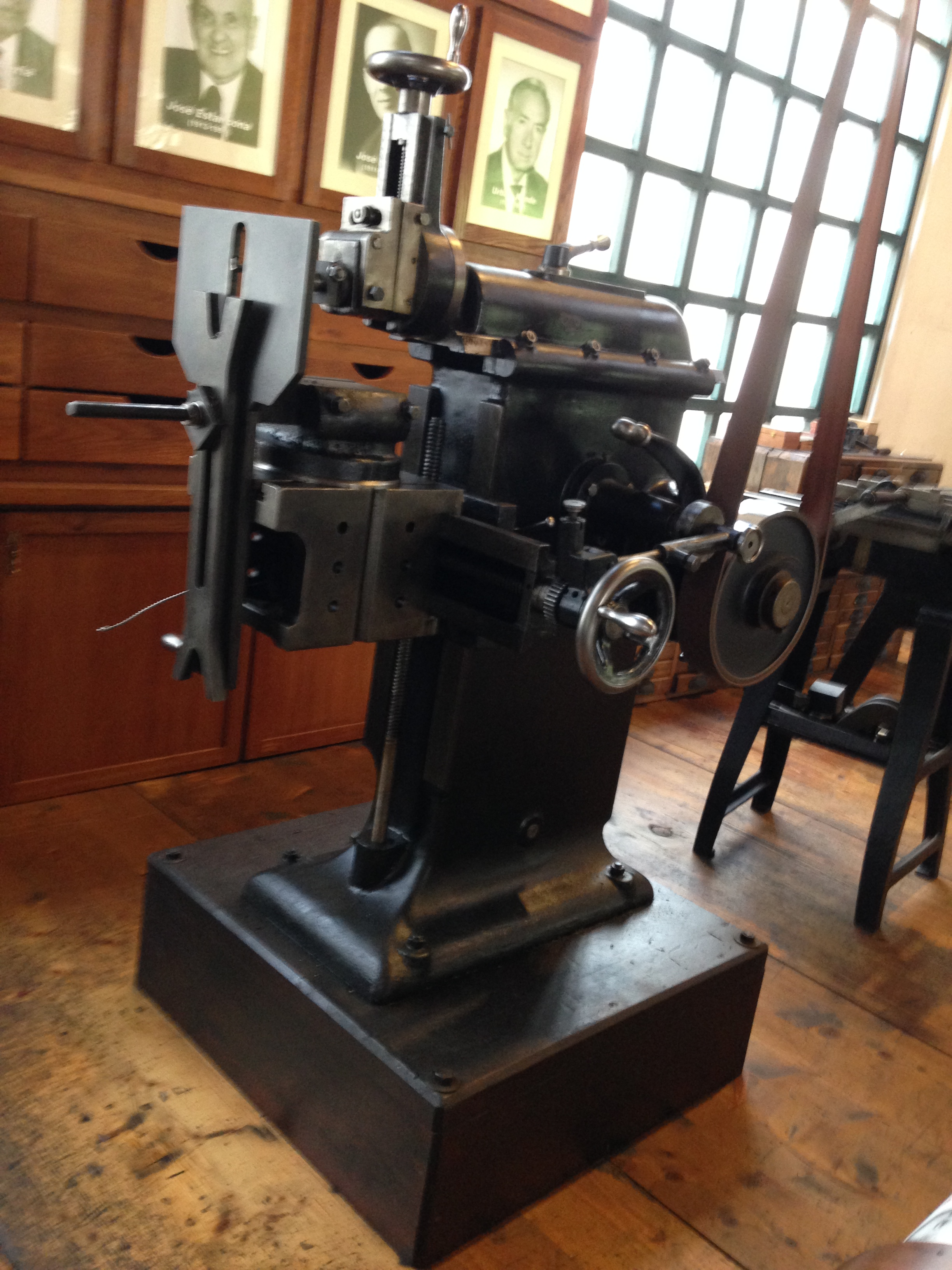
Cepillo o limadora.

Entre las máquinas convencionales tenemos las siguientes máquinas básicas:
- Torno, una de las máquinas más antiguas y trabaja mediante el arranque de material y una herramienta de corte. Para ello la pieza gira un carro en el que se sitúan las herramientas aproximándose a la pieza, provocando que esta se desgaste para obtener partes cilíndricas o cónicas. Si se coloca una broca en la posición correspondiente, se pueden realizar barrenos.

Hay varios tipos de tornos: los paralelos, que son los convencionales; los de control numérico, que están controlados por un sistema electrónico programable; los de levas, en que el control se realiza mediante unas levas (éstos también son llamados de decoletaje); los tornos revólver, que poseen una torreta que gira, el revólver, en la cual se sitúan.
- Taladros, destinados a perforación, estas máquinas herramientas son, junto con los tornos, las más antiguas. En ellas el trabajo se realiza por medio del giro de la herramienta y la pieza permanece fija por medio de una prensa. El trabajo realizado normalmente, en los taladros, es hecho por una broca que realiza el agujero correspondiente. También se pueden realizar otras operaciones con diferentes herramientas, como avellanar y escariar.

Un tipo especial de taladradora son las punteadoras que trabajan con pequeñas muelas de esmeril u otro material. Son utilizadas para operaciones de gran precisión y sus velocidades de giro suelen ser muy elevadas.
- Fresadora, con la finalidad de la obtención de superficies lisas o de una forma concreta, las fresadoras son máquinas complejas en las que es el útil el que gira y la pieza la que permanece fija a una bancada móvil. El útil utilizado es la fresa, que suele ser redonda con diferentes filos cuya forma coincide con la que se quiere dar a la pieza a trabajar. La pieza se coloca sólidamente fijada a un carro que la acerca a la fresa en las tres direcciones, esto es en los ejes X, Y y Z.

Con diferentes útiles y otros accesorios, como el divisor, se pueden realizar multitud de trabajos y formas diferentes.

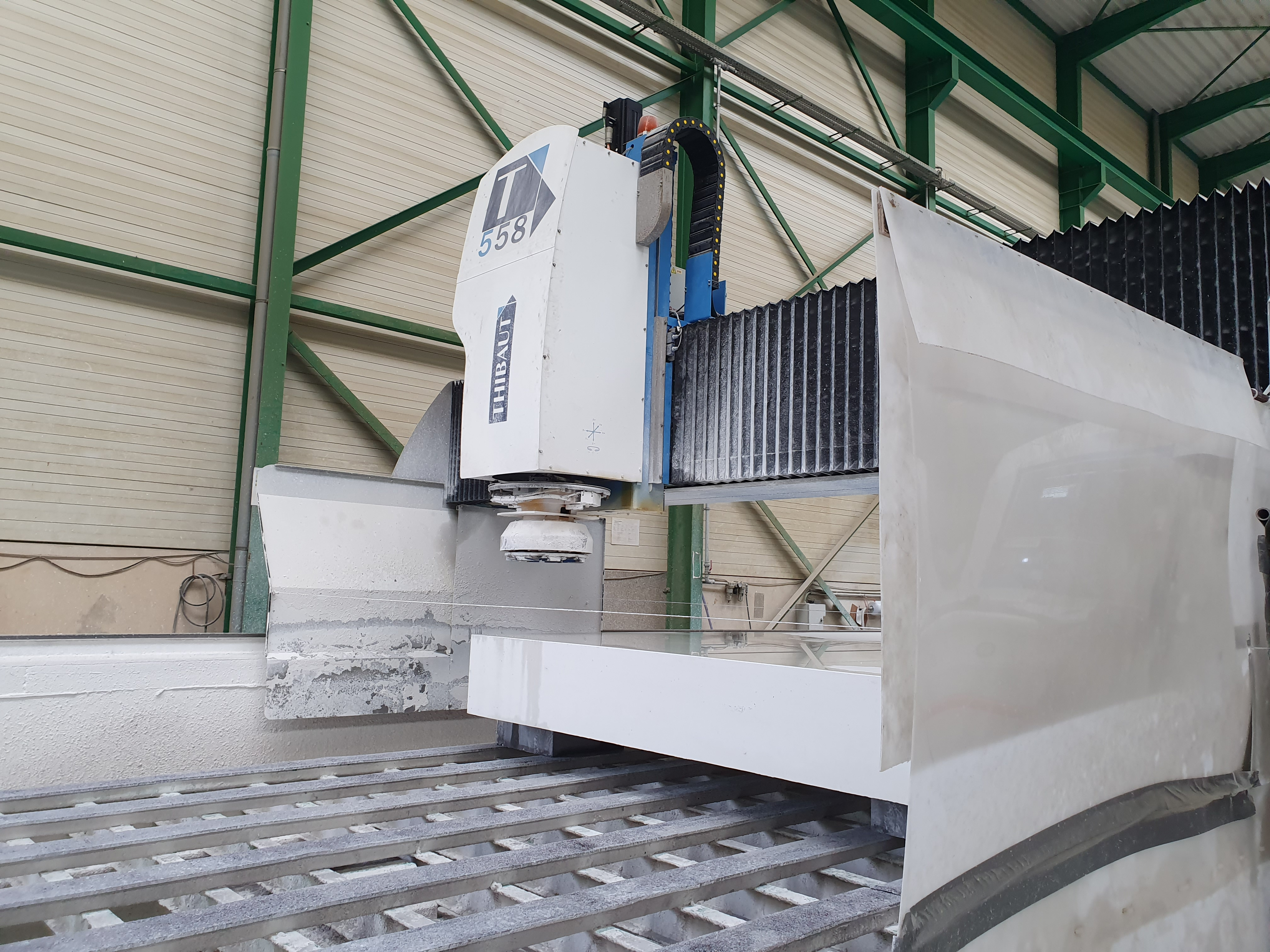
[https://www.thibaut.fr/es/maquina-t500v2-pulidoras-de-superficies-planas-decoracion-funerario-construccion-y-obras-publicas-hormigon-arquitectonico-otros-sectores-otros-materiales/?machine=polissoir-a-plats?machine=polissoir-a-plats Pulidora de Superficies Planas

- Pulidora de Superficies PlanasPulidora, trabaja con un disco abrasivo que va eliminando el material de la pieza a trabajar. Se suele utilizar para los acabados de precisión por la posibilidad del control muy preciso de la abrasión. Normalmente no se ejerce presión mecánica sobre la pieza.[1]

#### De vaivén
- Limadora o perfiladora, se usa para la obtención de superficies lisas. La pieza permanece fija y el útil, que suele ser una cuchilla, tiene un movimiento de vaivén que en cada ida come un poco a la pieza a trabajar, que cuenta con mecanismo de trinquete que avanza automáticamente la herramienta (cuchilla).
- Cepilladora, al contrario de la perfiladora, en la cepilladora es la pieza la que se mueve. Permite realizar superficies lisas y diferentes cortes. Se pueden poner varios útiles a la vez para que trabajen simultáneamente.
- Sierras, son de varios tipos, de vaivén, circulares o de banda. Es la hoja de corte la que gira o se mueve y la pieza la que acerca a la misma.

### Prensas
Producen las piezas finales por un proceso de deformación plástica que puede (o no) conllevar un posterior corte para eliminar material excedente. Son todas aquellas máquinas que mediante la aplicación de presión sobre un material en frío lo deforman más allá de su límite elástico, resultando una nueva forma. 
La forma se logra gracias a un molde o matriz más resistente que el material a deformar. Esta matriz tiene dos partes, una positiva y una negativa, que depende el fabricante pueden estar una o la otra ubicada en la parte móvil de la prensa. El material semielaborado a deformar se ubica entre las dos piezas de la matriz y la prensa aplica la presión necesaria para copie la forma.
Cabe indicar que estos procesos resuelven productos o piezas de espesor delgado y constante, que presentan forma y contraforma (a diferencia de la fundición que puede generar relieves o salientes sobre una cara mientras que en la otra no están presentes). Ejemplos de estas máquinas son: Estampadora, embutidora, plegadora.
Por estos procesos y mediante el uso de las dichas máquinas se obtienen productos como fuentes, cascos, bowls, carters (depósito de aceite en motores de vehículos), tanques de combustible de vehículos, perfiles como canaletas para la lluvia (plegadora), etcétera.

### No convencionales
- Electroerosión, las máquinas de electroerosión desgastan el material mediante chispas eléctricas que van fundiendo partes minúsculas del mismo. Hay dos tipos de máquinas de electroerosión: las de electrodos, que realizan agujeros de la forma del electrodo o bien desgaste superficiales con la forma inversa de la que tiene el electrodo, hace grabaciones; y las de hilo que, mediante la utilización de un hilo conductor del que saltan las chispas que desgastan el material, van cortando las piezas según convenga. En ambos casos durante todo el proceso, tanto el útil como la pieza están inmersos en un líquido no conductor.
- Arco de plasma, se utiliza un chorro de gas a gran temperatura y presión para el corte del material.
- Láser, en este caso es un potente y preciso rayo láser el que realiza el corte vaporizando el material a eliminar.
- Ultrasónica, haciendo vibrar un útil a velocidades ultrasónicas, por encima de los 20.000 Hz y utilizando un material abrasivo y agua se van realizando el mecanizado de la pieza por la fricción de las partículas abrasivas. Se usa para trabajar materiales muy duros como el vidrio, el diamante y las aleaciones de carburos.

## Útiles y fluidos para el corte
Los útiles aplicados en las máquinas herramienta tiene una importancia capital para el buen resultado del proceso a realizar. La calidad del material con el que están construidos así como el afilado de estos son factores determinantes para la precisión buscada y la duración del propio útil.
Una cuestión en extremo importante es la refrigeración de la operación. Para ello es necesario el prever un mecanismo que se encargue de refrigerar la zona de fricción. Esto se realiza con un fluido llamado taladrina que es una mezcla de aceite y agua.

## Historia
La evolución del hombre y en particular de su tecnología se ha basado en la utilización de herramientas, éstas eran como la prolongación de las manos humanas. Las primeras máquinas herramientas que aparecieron fueron los tornos y los taladros, en principio muy rudimentarios y manuales. El movimiento se proporcionaba manual y directamente al útil o al material que se quería trabajar. El arco de violín fue ese primer embrión de máquina herramienta cuyo origen se pierde en el tiempo.
En 1250 el avance permitió dejar las manos libres para el trabajo al poder imprimir el movimiento necesario con el pie mediante el artilugio de pedal y pértiga flexible.

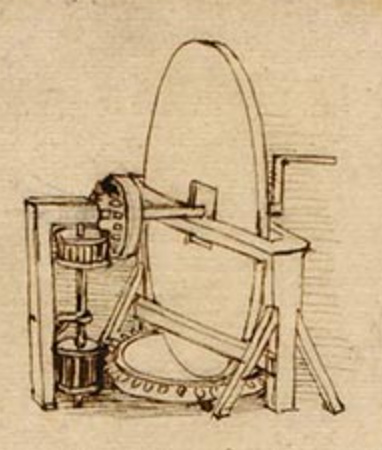
Leonardo da Vinci, diseño de una máquina para fabricar lentes convexas.

A principios del siglo XVI Leonardo da Vinci tenía diseñadas tres máquinas fundamentales para el acuñado de monedas: la laminadora, la recortadora y la prensa de balancín. Sus diseños servirían de orientación para el desarrollo de máquinas en el futuro. Por esta época se descubrió la combinación del pedal con un vástago y una biela para conseguir el movimiento rotativo, que rápidamente se aplicó a las ruedas de afilar y poco más tarde a los tornos, a los cuales hubo que añadir un volante de inercia para poder evitar el efecto alto y bajo que producen los puntos muertos.
El torno va perfeccionándose y sobre 1658 se le añade el mandril y se comienza la mecanización de piezas de acero, en 1693 todavía no se había generalizado esa actividad.
En 1650, el matemático francés Blaise Pascal, enunció el principio de la prensa hidráulica, pero no se utilizaría para aplicaciones industriales hasta 1770, año en el que Bramach patentaba en Londres una prensa hidráulica. Años después se utilizaría en Francia para el acuñado de moneda.
Los fabricantes de relojes de los siglos XVII y XVIII ya utilizaban tornos y roscadoras que les permitían obtener muy buenas precisiones. Destaca el diseño de roscadora hecho por Jesé Ramsden en 1777.

### El agua como fuente de movimiento
La rueda hidráulica que proporcionaba movimiento a los molinos y a los martillos pilones y fuelles de las ferrerías y herrerías desde el siglo XIV y a las barrenadoras, poco después pasó a ser la fuente de movimiento para los tornos y taladradoras que componían los talleres de los siglos XVII y XVIII, hasta la llegada de la máquina de vapor verdaderamente práctica que pudo ser construida por Watt gracias a la mandrinadora que John Wilkinson realizó en 1775 que lograba una tolerancia del "espesor de una moneda de seis peniques en un diámetro de 72 pulgadas", precisión suficiente para el ajuste de la máquina de Watt.

### El vapor como fuente de movimiento, la Revolución
En el siglo XVIII aparece la máquina de vapor, siendo una de las causas de la revolución industrial y del perfeccionamiento de las máquinas-herramienta. La rueda hidráulica queda sustituida por la máquina de vapor y con ello el taller adquiere independencia en su ubicación. El movimiento se distribuye mediante poleas a todas las máquinas que lo componen, cosa que ya se había empezado a realizar con las ruedas hidráulicas. También se adquiere independencia del tiempo atmosférico, ya no se depende del caudal de los ríos. 
A partir de este momento comenzaría un proceso que dura hasta nuestro día: la necesidad de diseñar máquinas precisas que permitan crear otras máquinas. Uno de los principales fabricantes de máquinas-herramienta de aquellos tiempos, el inglés Henry Maudslay, sería el primero en darse cuenta de esta necesidad. Fue él el que introdujo mejoras que garantizaron precisiones muy altas y robustez. La utilización de bancadas metálicas y las placas guía para los carros porta-herramientas y los husillos roscados-tuerca fueron el fundamento del aumento de precisión y fiabilidad.
Para poder apreciar la precisión de una máquina en un trabajo depreciando hay que tener la herramienta precisa para la realización de la medida. El paso importante lo dio en 1805 Maudslay, que ya cinco años antes había realizado el primer torno íntegro de metal con un husillo guía patrón, el aparato medidor era un micrómetro al cual llamó El señor Canciller y podía medir hasta la milésima de pulgada.
Durante el siglo XIX el desarrollo de la máquina herramienta sería tremendo. Los logros conseguidos por Maudslay fueron el comienzo de un sinfín de máquinas diferentes que daban respuesta a las necesidades de las diferentes industrias manufactureras y constructoras con el mecanizado de las piezas que precisaban para su actividad. Así pues ante, por ejemplo, la necesidad de planear planchas de hierro se construyó el primer cepillo puente. Los herederos técnicos de Maudslay, Richard Roberts, James Nasmyth y Joseph Whitworth, son los artífices de esta evolución de creación. Roberts construye el cepillo puente, Nasmyth, la primera limadora, y en 1817 el alemán Dietrich Uhlhöm realiza la prensa de acuñación de monedas, gran avance en la fabricación de las mismas.
Las prensas se perfeccionan en la segunda mitad del siglo XIX, cuando en 1867 aparece la prensa de fricción, del francés Cheret, y tres años después la excéntrica de la casa Blis & Williams de Estados Unidos

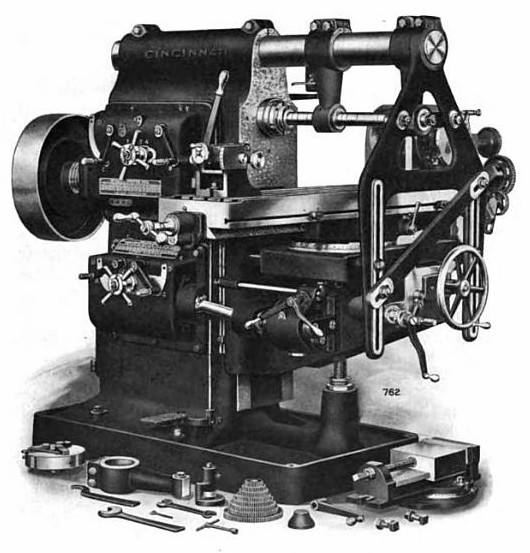
Una máquina de fresado típica de la época 1900-1920. Construida por la Cincinnati Milling Machine Company de Cincinnati, Ohio, EE. UU.

El fresado nace con la Guerra de la Independencia de las colonias inglesas de América del Norte. La necesidad de la producción de grandes cantidades de armamento que obligó a su fabricación en serie, llevó a Ely Whitney a fabricar la primera fresadora en 1818, que 30 años después sería perfeccionada por el ingeniero Howe quien la dotaría de movimientos en los tres ejes, también desarrolla una fresadora copiadora.
J. R. Brown introduce el divisor en 1862 constituyendo un importante avance. La fresadora alcanza el máximo desarrollo en 1884 cuando la casa Cincinnati de Estados Unidos construye la fresadora universal, que incorpora por vez primera un carnero cilíndrico desplegable axialmente. Otro paso importante, antes de la automatización por control numérico, fue la introducción del cabezal giratorio que permite trabajar en cualquier plano entre el horizontal y el vertical producida en 1894 por el francés Huré.
El torno paralelo que desarrolló Whitworth en 1850 se ha mantenido vigente hasta la actualidad y solo sufrió la mejora de la Caja Norton introducida en 1890 (Whitworth también desarrollo el estándar de rosca que lleva su nombre).
En 1854 se introdujo las torretas revólver en los tornos naciendo así el torno revólver que posibilita la realización de diferentes operaciones con un solo amarre de la pieza. Una variación de éstos fue la introducción del trabajo en barra continua. Para 1898 ya se habían desarrollado los tornos automáticos (que solucionaban las grandes producciones de pequeñas piezas).
El liderazgo inglés en el desarrollo y fabricación de máquinas herramienta pasó a principios del siglo XX a los estadounidenses.
El desarrollo de la herramienta va unido al de la propia máquina. Así pues en 1865 salen las nuevas herramientas de acero aleado, aumentando la capacidad de mecanizado y en 1843 se realizan muelas de esmeril artificiales que permiten sustituir la obsoleta piedra arenisca.
El descubrimiento del acero rápido en 1898 por Taylor y White aumentó la velocidad de corte (la multiplicó por 3) y la capacidad de desprendimiento de viruta (por más de 7).
La fabricación de muelas desarrolla las rectificadoras, tanto cilíndricas como de superficie plana. El descubrimiento del carburo de silicio en 1891 por Edward Goodrich Acheson que proporcionó la oportunidad de desarrollar máquinas con grandes velocidades de corte, abriendo de esta forma la oportunidad a la construcción de máquinas mucho más precisas y potentes que eran precisadas por la creciente industria automovilista.
El XIX sería el siglo del desarrollo industrial.

### ElsigloXX, el gran avance
El siglo XX debe dividirse en dos períodos diferenciados, el que va de principio de siglo a finales de la Segunda Guerra Mundial y desde ésta a fin de siglo. Los avances son muy diferentes, mientras que en la primera parte se mantiene el ritmo de siglo XIX, que ya era alto, en la otra la tecnología progresa muy rápidamente, en especial la electrónica, una nueva, la informática que permite, junto con el conocimiento de materiales, unos cambios que se pueden considerar como revolucionarios.

#### Hasta el final de la II Guerra Mundial
La electricidad como fuente de movimiento ya se había desarrollado a finales del XIX. En el XX los motores, de corriente alterna y continua ocupan el lugar de los ingenios de vapor y son los encargados de accionar las transmisiones generales de los talleres industriales.

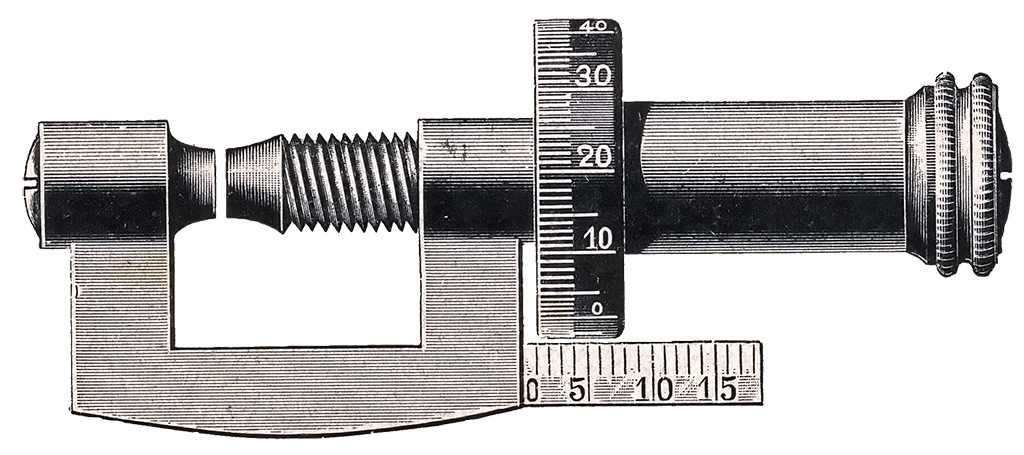
Antiguo micrómetro.

Para 1910 se comienza a utilizar tolerancias de milésimas de metro y se universaliza el micrómetro como aparato de medida de precisión. La industria del automóvil actúa como motor en el avance de las tecnologías de las máquinas herramientas y de medidas de precisión. Las exigencias de piezas intercambiables y de una precisión cada vez mayor hace que se produzcan avances importantes, como el de la punteadora vertical con mesa de coordenadas polares desarrollada por el suizo Perrenond Jacot que logra precisiones hasta entonces inimaginables.
La incorporación de diferentes tecnologías, como los cabezales de cojinetes, los rodamientos de bolas o los husillos de bolas hacen que se produzca un considerable aumento de la productividad en toda la industria, en especial en la del automóvil.
Los avances en materiales, fundamental para la fabricación de las herramientas de corte, sufre un importante aporte en 1927 con la aparición de la widia, presentada en la feria de Leipzig (Alemania) por la empresa Krupp.
Los sistemas de movimientos y de control se van complicando y mejorando con incorporación de motores eléctricos locales, incluso para los diferentes ejes de una misma máquina, controles hidráulicos, neumáticos y eléctricos.
En los años 1920 se desarrolla el concepto de unidades autónomas de mecanizado y con él el de la transferencia de pieza a mecanizar y la unión de ambos da como resultado la máquina transfer que es un conjunto de unidades autónomas.

#### La segunda mitad delsigloXX

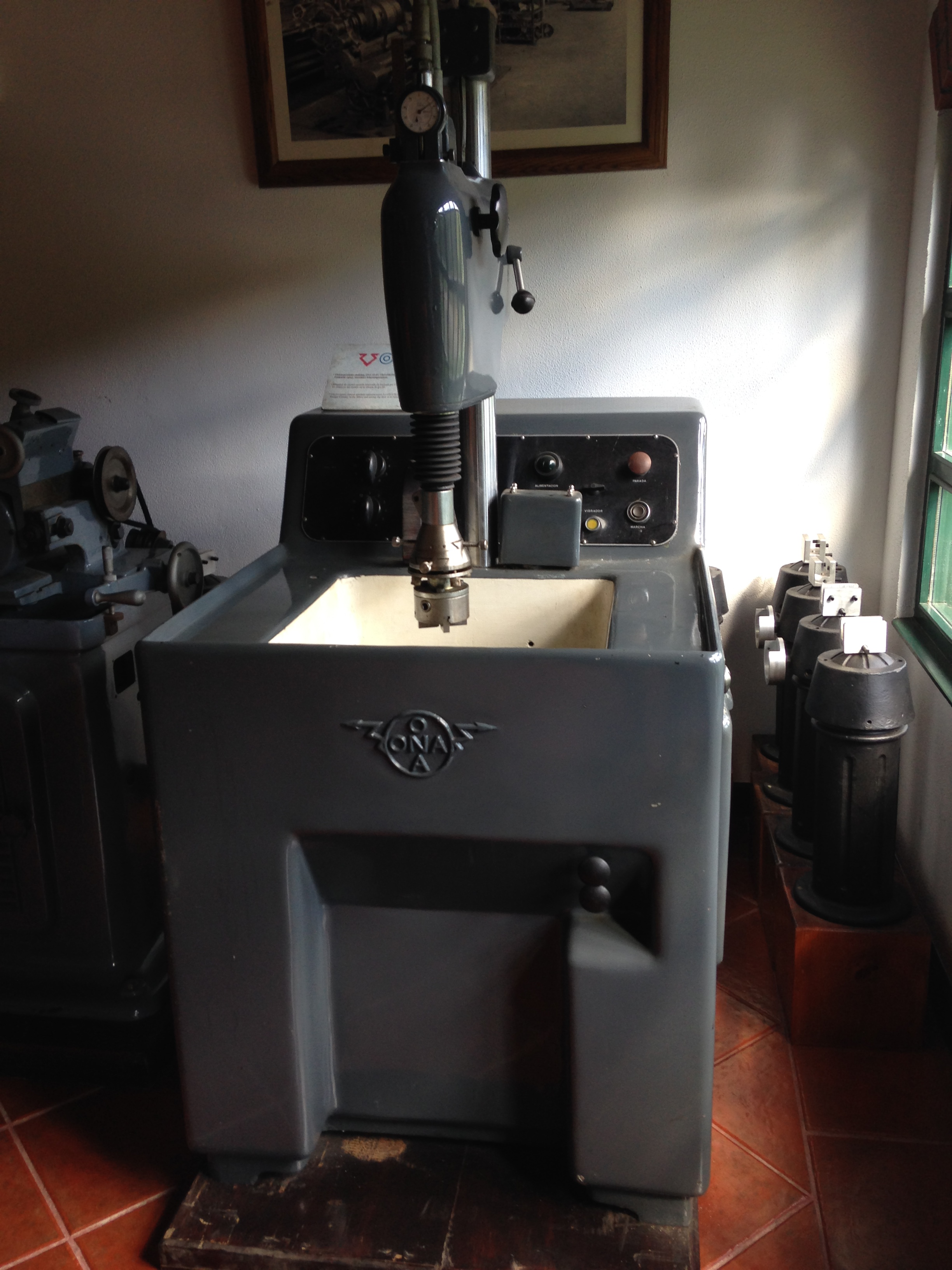
Primera máquina de electroerosión desarrollada por ONA. Museo de la Máquina Herramienta de Elgoibar.

En 1943 el matrimonio de científicos soviéticos Borís y Natalia Lazarenko descubre y construye las primeras máquinas de electroerosión que se desarrollan a partir de 1950 y en especial de 1955 cuando los estadounidenses logran realizar máquinas similares. La electroerosión tendría otro avance espectacular al contar con las tecnologías electrónicas de control de finales de siglo y desarrollarse la electroerosión por hilo.
En 1948 ya se empiezan a desarrollar los primeros controles electrónicos para fresadoras. Después de una investigación protagonizada por el Instituto Tecnológico de Massachusetts se logra realizar un prototipo y presentarlo en 1952 (se programaba mediante cinta perforada y la máquina podía efectuar movimientos simultáneos coordinados en los tres ejes).
El desarrollo de la electrónica permite realizar, para comienzos de la década de los años 1970, controles electrónicos. Nace el concepto de control numérico que se generaliza en los años 80 y se beneficia del nacimiento y avances de la informática.
Con el control numérico y su extensión a todo tipo de máquinas nace el concepto de centro de mecanizado, que es una máquina que es capaz de realizar las funciones de otras de diferente tipo, tornea, fresa, mandrina, taladra. Tiene un almacén de herramientas y es capaz de posicionar la pieza a mecanizar en las diferente posiciones necesarias y en las diferentes colocaciones. Todo ello con un control centralizado.
Las máquinas han ganado en simplicidad mecánica, primero, y en electrónica, después, al pasar los elementos de control de mecanismos mecánicos a eléctricos o electrónicos, primero, y a programación, después. Como en el caso de la informática, el hardware es sustituido por el software.
La unión de máquinas individuales con elementos de transporte y colocación de las piezas, como robot o pórticos, todos ellos controlados desde un sistema de control central y coordinado crean células de fabricación flexibles. A la integración de la mecánica y la electrónica se le ha dado en llamar mecatrónica.
Junto al avance de los sistemas de control se ha desarrollado otro, mucho más silencioso, en referencia a los materiales de construcción de las propias máquinas, desarrollándose plásticos y resinas de dureza y flexibilidad excelentes y sistemas de motores planos que permiten mejores rendimientos en los movimientos de las piezas y herramientas.
En cuanto a las herramientas, los progresos en materiales cerámicos y en los estudios de las formas geométricas han influido en un notable rendimiento de las herramientas de corte que ha mejorado ostensiblemente el trabajo realizado.
En España tiene una gran tradición en la provincia de Guipúzcoa, concretamente en las localidades del bajo y Alto Deva destacando la de Elgóibar. En esta existe un museo dedicado a este arte y una escuela formativa.